# ألكسندر لوبوتسكي
ألكساندر لوبوتسكي (بالعبرية: אלכסנדר לובוצקי‏) (من مواليد 28 يونيو 1956) هو عالم رياضيات إسرائيلي وسياسي سابق، وحاليًا أستاذ في معهد وايزمان للعلوم وأستاذ مساعد في جامعة ييل. 
شغل منصب عضو الكنيست عن حزب الطريق الثالث بين عامي 1996 و1999.
حصل على جائزة إسرائيل في عام 2018 لإنجازاته في الرياضيات وعلوم الكمبيوتر.

## حياته
ولد ألكسندر (أليكس) لوبوتسكي في تل أبيب لأبوين ناجين من الهولوكوست. كان والده، إيسر لوبوتسكي، ضابطًا حزبيًا في منظمة الإرغون ومستشارًا قانونيًا لحيروت. بعد المدرسة، أدى لوبوتسكي خدمته الوطنية في الجيش الإسرائيلي كضابط نقيب في وحدة استخبارات واتصالات خاصة. درس الرياضيات في جامعة بار إيلان خلال دراسته الثانوية، وحصل على درجة البكالوريوس (بامتياز مع مرتبة الشرف) وواصل مباشرة الدراسة للحصول على درجة الدكتوراه تحت إشراف هيليل فورستنبرغ.
تزوج لوبوتسكي من ياردينا (ابنة موراي روستون)، المحاضر في تاريخ الفن واللغة الإنجليزية، في عام 1980. كان للزوجين ستة أطفال. الأكبر سنا، أسيل لوبوتسكي، أصيب بجروح خطيرة في معركة بنت جبيل في لبنان، أثناء خدمته كضابط في الجيش الإسرائيلي في حرب لبنان عام 2006 وبعد إعادة تأهيله أصبح طبيبا. 

## العمل الأكاديمي
عمل أستاذاً للرياضيات في الجامعة العبرية، وأصبح رئيساً للقسم (1994-1996). وكان أستاذاً زائراً في معهد الدراسات المتقدمة في برينستون، وستانفورد، وجامعة شيكاغو، كما قام بزيارات إلى كولومبيا، وييل، وجامعة نيويورك، والمعهد الفدرالي للتكنولوجيا في زيورخ.
يشغل لوبوتسكي كرسي موريس وكلارا ويل في الرياضيات في معهد أينشتاين للرياضيات في الجامعة العبرية في القدس.
حصل لوبوتسكي على جائزة إيردوس عام 1990  في الأعوام 1994-1996 كان لوبوتسكي رئيسًا لمعهد أينشتاين للرياضيات في الجامعة العبرية في القدس.
في عام 1992، حصل لوبوتسكي على جائزة سونير آي بالاغير من معهد الدراسات الكاتالونية. وفي عام 2002 حصل على جائزة روتشيلد في الرياضيات.  تم إدراج لوبوتسكي كباحث مستشهد به بدرجة عالية في الرياضيات منذ عام 2003.
تم انتخاب لوبوتسكي عضوًا أجنبيًا في الأكاديمية الأمريكية للفنون والعلوم في عام 2005.  وفي 2005-2006، قاد في معهد الدراسات المتقدمة في برينستون برنامجًا مدته عام حول "المجموعات المؤيدة للنهائية ومشكلة التطابق في المجموعات الفرعية". وفي عام 2006، حصل على الدرجة الفخرية من جامعة شيكاغو لمساهمته في الرياضيات الحديثة. 
في عام 2008، حصل لوبوتسكي على منحة متقدمة من مجلس البحوث الأوروبي (ERC) لقادة الأبحاث المتميزين.  في عام 2011، تم اختيار لوبوتسكي ليكون المتحدث الرئيسي في الاجتماع المشترك لجمعية الرياضيات الأمريكية (AMS) وجمعية الرياضيات الأمريكية (MAA) في نيو أورليانز. كان خطاب لوبوتسكي الرئيسي أمام 6000 من الحاضرين في المؤتمر بمثابة المرة الأولى التي يكون فيها إسرائيلي المتحدث الرئيسي في أحد هذه المؤتمرات.  وفي عام 2012 كان باحثًا زائرًا في مركز أبحاث مايكروسوفت.
وفي عام 2021 أصبح أستاذاً في معهد وايزمان للعلوم.

## الحياة السياسية
هو أحد الأعضاء المؤسسين لـ حزب الطريق الثالث في مارس 1996، وترأس أمانته وتم انتخابه عضوًا في الكنيست في انتخابات مايو 1996. شغل منصب عضو في لجنة الشؤون الخارجية والدفاع في الكنيست، وفي لجنة الدستور والقانون والعدالة؛ ولجنة وضع المرأة ولجنة العلوم والتكنولوجيا، وترأس اللجنة الفرعية المعنية بمشكلة سنة 2000.
بصفته عضوًا في الكنيست، كان لوبوتسكي معروفًا بشكل رئيسي بمقترحاته التوفيقية بشأن القضايا الدينية والتعددية. وشارك بنشاط في إيجاد حل لأزمة قانون التحويل عبر لجنة نئمان، والعمل على تجنب الصراع بين إسرائيل والشتات اليهودي. كما شارك لوبوتسكي في صياغة اقتراح شامل لميثاق جديد لشؤون الدين والدولة في إسرائيل مع عضو الكنيست يوسي بيلين.

## الجوائز
وفي عام 2014، تم انتخابه لعضوية الأكاديمية الإسرائيلية للعلوم والإنسانيات.  في عام 2015، حصل لوبوتسكي على منحة متقدمة من مجلس البحوث الأوروبي (ERC) لقادة الأبحاث المتميزين،  ليصبح واحدًا من الباحثين الوحيدين الذين حصلوا على المنحة مرتين.
في عام 2018، حصل لوبوتسكي على جائزة إسرائيل في الرياضيات. 
ألقى لوبوتسكي محاضرة عامة في المؤتمر الدولي لعلماء الرياضيات لعام 2018 في ريو دي جانيرو، البرازيل.  في عام 2021، حصل لوبوتسكي على منحة متقدمة من مجلس البحوث الأوروبي (ERC) لقادة الأبحاث المتميزين، ليصبح الباحث الوحيد الذي حصل على المنحة المتقدمة ثلاث مرات. وفي عام 2014، تم انتخابه لعضوية الأكاديمية الإسرائيلية للعلوم والإنسانيات.  في عام 2015، حصل لوبوتسكي على منحة متقدمة من مجلس البحوث الأوروبي (ERC) لقادة الأبحاث المتميزين،  ليصبح واحدًا من الباحثين الوحيدين الذين حصلوا على المنحة مرتين.
في عام 2018، حصل لوبوتسكي على جائزة إسرائيل في الرياضيات.  ألقى لوبوتسكي محاضرة عامة في المؤتمر الدولي لعلماء الرياضيات لعام 2018 في ريو دي جانيرو في البرازيل. 
في عام 2021، حصل لوبوتسكي على منحة متقدمة من مجلس البحوث الأوروبي (ERC) لقادة الأبحاث المتميزين، ليصبح الباحث الوحيد الذي حصل على المنحة المتقدمة ثلاث مرات.
- 1991: جائزة إيردوس لأفضل عالم رياضيات/عالم حاسوب إسرائيلي تحت سن الأربعين
- 1993: جائزة فيران سونير بالاجير
- 2002: جائزة روتشيلد
- 2005: انتخب عضوا فخريا أجنبيا في الأكاديمية الأمريكية للفنون والعلوم
- 2006: درجة الدكتوراه الفخرية من جامعة شيكاغو
- 2014: انتخب عضوا في الأكاديمية الإسرائيلية للعلوم والإنسانيات
- 2018: جائزة إسرائيل للرياضيات